# Sidney Nolan

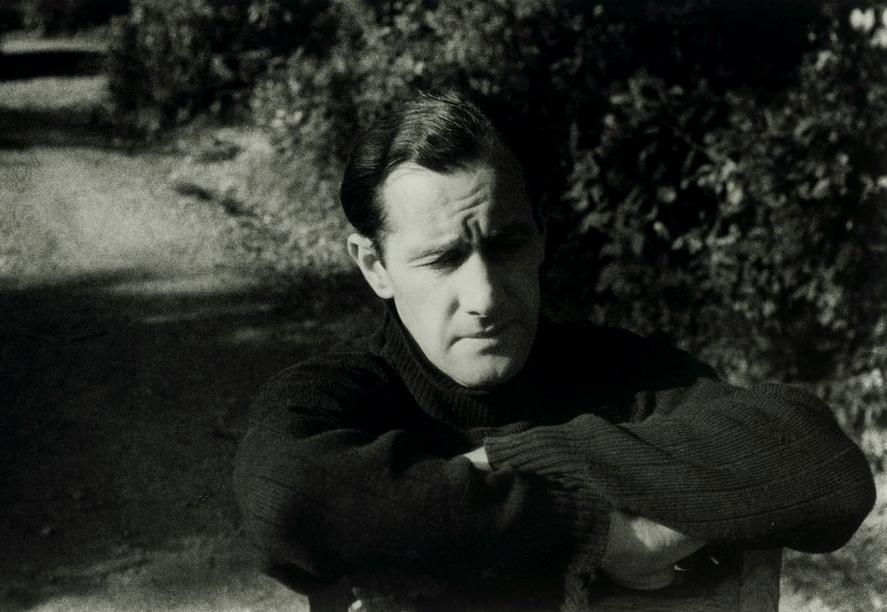
Sidney Nolan

Sir Sidney Nolan (ur. 22 kwietnia 1917, zm. 28 listopada 1992) – australijski malarz, ilustrator książek i scenograf operowy; jeden z czołowych przedstawicieli australijskiej awangardy.

## Życiorys
W 1938 założyciel ugrupowania Contemporary Art Society. Działał w Australii i Londynie. Autor obrazów abstrakcyjnych oraz inspirowanych epizodami z historii Australii (seria płócien przedstawiających ludzi wyjętych spod prawa, m.in. cykl obrazów prezentujących losy legendarnego rozbójnika Neda Kelly), twórca kolaży i australijskich pejzaży, także autor scenografii do baletu Serge Lifara Ikar. Od 1950 zamieszkały w Niemczech.
Jego dzieła były wystawiane m.in. w Moderna Museet i City Gallery Wellington.